# 김동우 (1987년)
김동우(1987년 10월 20일 ~ )는 대한민국의 전 축구 선수이다. 청춘 FC 종영 후, 은퇴하여 현재 모교인 경희대에서 지도자 생활 중이다.

## 같이 보기
- 청춘FC 헝그리 일레븐